# Miniodes phaeosoma
Miniodes phaeosoma är en fjärilsart som beskrevs av George Francis Hampson 1913. Miniodes phaeosoma ingår i släktet Miniodes och familjen nattflyn. Inga underarter finns listade i Catalogue of Life.